# Шумава
Шумава (на чешки: Šumava; на немски: Böhmerwald) е планински масив, разположен в Югозападна Чехия, Югоизточна Германия и Северна Австрия и се явявя югозападна „ограда“ на обширния Чешки масив.

## География

### Разположение, граници
Планината Шумава се простира от северозапад на югоизток покрай левия бряг на река Дунав, по границата между Чехия и Германия и Чехия и Австрия на протежение около 140 km. На северозапад ниска седловина (около 550 m) я отделя от планинския масив Чешка гора (Český les или Oberpfälzerwald на немски), на югоизток завършва в изворната област на река Лужнице (десен приток на Вълтава), а на югозапад друга ниска седловина (около 700 m) я отделя от планинския масив Баварска гора.

### Геоложки стоеж
Масивът е дълготрайно надиган в продължение на стотици милиони години от постоянни епейрогенни движения в земната кора. Повърхностната ерозия е станала причина най-горните слоеве да се отмият с времето, излагайки на повърхността два основни типа скали – метаморфни, представени от гнайси и кварцити, и вулканични, представени от гранита. По време на ледниковия период много от тези скали са натрошени под въздействието на спускащи се глетчери, образувайки морени, циркуси и дълбоки речни долини.

### Релеф
Планината се състои от два успоредни хребета, между които е разположена дълбоката грабеновидна долина на река Вълтава, която води началото си от северозападната ѝ част. Югозападните ѝ склонове, спускащи се към долината на Дунав са къси и стръмни, а североизточните – дълги и полегати. Основната част от масива е със средна надморска височина около 1100 m. Билните ѝ части са заравнени, със следи от древни заледявания. По границата между Германия и Чехия се издигат най-високите ѝ върхове: Гросер Арбер (Großer Arber) (1456 m) откъм Бавария и Плехи (Plechý) (1378 m) откъм Бохемия.

### Води
От планината води началото си река Вълтава, чийто хидроенергиен потенциал се използва за производство на електроенергия. По-голямата част от Шумава принадлежи към водосборния бадейн на Северно море – река Вълтава (ляв приток на Елба) и реките от нейния басейн Малше, Лужнице (Лайвзиц), Бланице, Отава, Волинка. По-малка част от планината принадлежи към водосборния басейн на Черно море, респективно река Дунав, която приема левите си притоци Реген, Илц, Ерлау, Гросе Мюл и др. Масивът се отличава с наличието на голям брой ледникови езера, минерални извори и изкуствено създадени канали и езера.

### Природна среда
Биоразнообразието не е особено голямо. Флората и фауната са формирани преди 15 000 до 20 000 години в късния Ледников период и непосредствено след него. Растителността е типична за Централна Европа, но има определени алпийски влияния. Над една трета от Шумава е покрита от смесени широколистни и иглолистни гори. Животинските видове са също типични за региона, но липсват най-едрите хищници като мечки и вълци, които са унищожени от хората към 19 век. През 1980-те години успешно е възстановена част от популацията на рисове, а други характерни за планината животни са различни видове алпийски птици и елени, чиято популация се поддържа изкуствено поради липсата на хищници.
Много от по-редките видове са защитени в национален парк Шумава.